# Langur de front blanc
El langur de front blanc (Presbytis frontata) és una espècie de primat de la família dels cercopitècids. Viu a Indonèsia, Malàisia i possiblement Brunei. El seu hàbitat natural són els boscos de plana i riberencs, tot i que a vegades també se'l troba a plantacions. Està amenaçat per la destrucció d'hàbitat i la caça per part dels humans.